# 長学寺 (富岡市)
長學寺（ちょうがくじ）は、群馬県富岡市にある曹洞宗の寺院。

## 歴史
奈良時代、道鏡によって開山された。道鏡が戒壇院設立のため、関東地方各地を巡錫した際に、薬師如来を安置する薬師堂を創建したのが起源である。
835年（承和2年）、京の神護寺の真済が勅命により関東諸国に一切経を納めた際、上野国では一宮の貫前神社の推薦で当地が選定され、「祝融山高尾寺」として整備された。
1193年（建久4年）、曾我祐成の妾の虎御前が信濃国（現・長野県）の善光寺に詣でる途上、当寺に立ち寄って曾我兄弟の菩提を弔い、寺号を「長學寺」に改称したという。
1369年（応安2年）、曹洞宗の通海良義により、曹洞宗の寺院となった。永禄年間（1558年 - 1570年）に宝積寺の儀山沅考が中興した。
江戸時代は七日市藩前田家の菩提寺となった。墓地には歴代藩主の墓がある。

## 文化財
- 梵鐘（群馬県指定重要文化財 昭和33年3月22日指定）[3]
- 七日市藩主前田家の墓所、前田家関係位牌、過去帳、藩主木像（富岡市指定史跡 平成14年4月12日指定）[4]
- 長学寺の大イチョウ（富岡市指定天然記念物 平成10年6月11日指定）[4]

## 交通アクセス
- 富岡ICより車13分。